# Dry・Dry
「Dry・Dry」（ドライ・ドライ）は、1988年3月12日に発売された鈴木雅之通算3作目のシングル。

## 解説
キリンビール「キリン生DRY」CMソング。鈴木にとって初のCDシングルでの発売となった（アナログ盤より少し遅れて4月1日に発売）。
2ndアルバム『Radio Days』からの先行シングルだが、シングルとアルバムではヴァージョンが異なる。
ベスト・アルバム『MARTINI』、カラオケ・ヴァージョンは『MARTINI』と同日発売のオリジナル・カラオケ・アルバム『MARTINI Instrumental Collection』に収録。

## 収録曲
全作詞：西尾佐栄子
1. Dry・Dry
作曲：鈴木雅之　編曲：戸田誠司
2. 河の彼方
作曲：松尾清憲　編曲：有賀啓雄